# حزب ملی لهستان
حزب ملی لهستان (لهستانی: Stronnictwo Narodowe) یک حزب با مرام ملی‌گرایی لهستانی است که در ۷ اکتبر ۱۹۲۸ تاسیس شد و توانست بیشتر نیروهای سیاسی ناسیونال دموکرات لهستان را پیرامون خود متحد نماید. در سال‌های پیش از جنگ جهانی دوم این حزب با داشتن بیش از ۲۰ هزار نفر عضو بزرگترین مخالف دولت جنبش بهبود بود.
در دهه ۱۹۳۰ میلادی بر اساس سن و برنامه‌های سیاسی دو شاخه "نسل قدیم" و "نسل جدید" در درون حزب ایجاد شدند. نسل قدیم از ابزارهای پارلمانی در رقابت سیاسی حمایت می‌کردند اما نسل جدید مشتاق استفاده از راه‌های فرا پارلمانی در رقابت‌های سیاسی بودند و در سال ۱۹۳۵ نسل جدید رهبری حزب را به دست گرفت. همچنین بخش مهمی از شاخه جوان حزب در سال ۱۹۳۴ اعلام انشعاب کرده و اردوگاه ملی رادیکال را به وجود آوردند.
در سال‌های اشغال لهستان در طول جنگ جهانی دوم بسیاری از اعضای حزب به گروه‌های مقاومت نیروهای مسلح ملی و سازمان نظامی ملی پیوستند.